# Santiago de los Caballeros
Santiago de los Caballeros – miasto w Republice Dominikańskiej założone w 1495 roku podczas pierwszej fali europejskiej kolonizacji Nowego Świata, obecnie jest drugie co do wielkości w kraju.
Santiago de los Caballeros jest pierwszym Santiago założonym w Ameryce Łacińskiej, znanym także jako Santiago de los 30 Caballeros. Jest stolicą prowincji Santiago.

## Historia

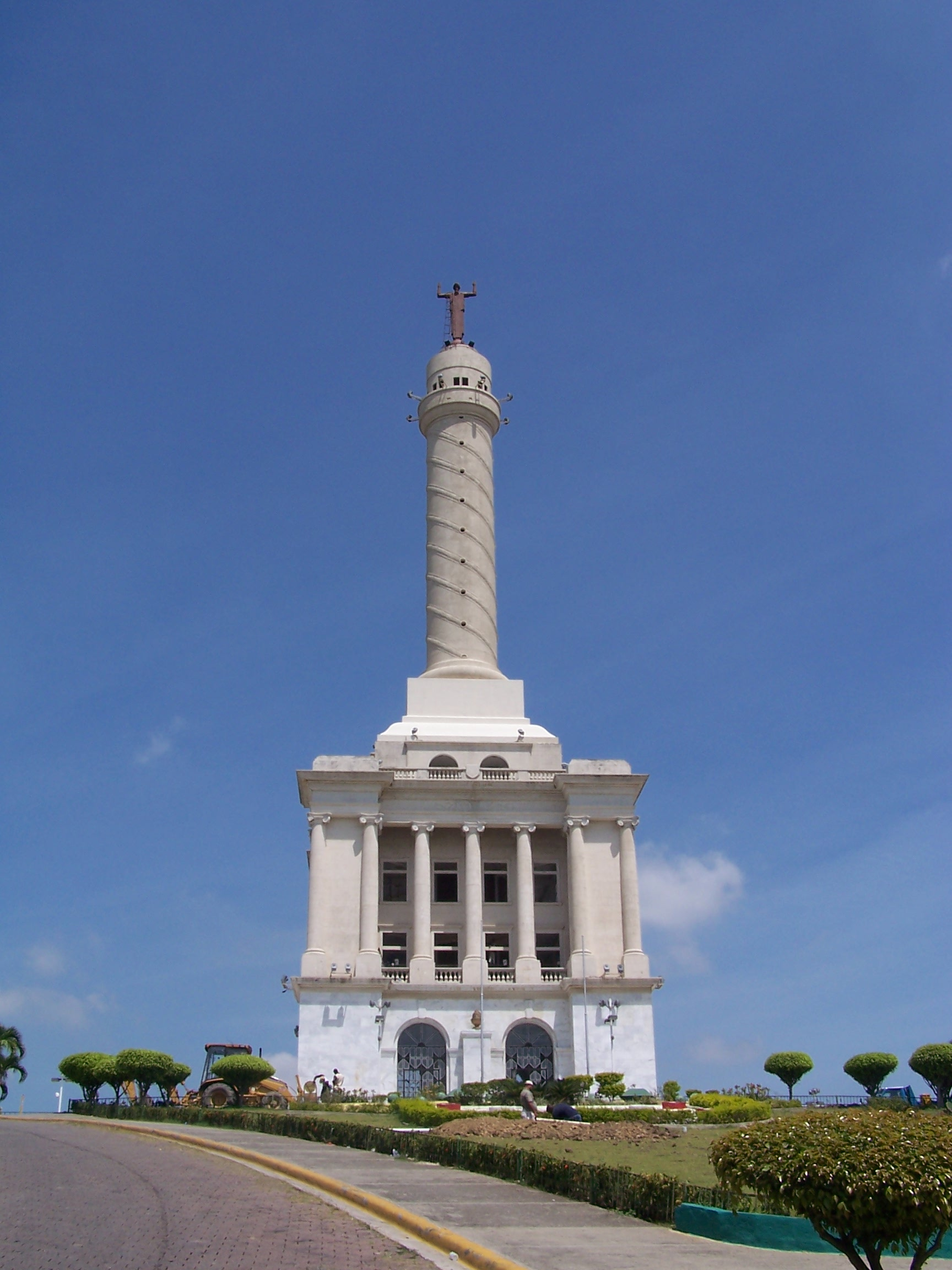
Pomnik Bohaterów Odzyskania Niepodległości

Pierwotnie osada nazywała się Jacagua, jednak została zniszczona podczas trzęsienia ziemi w 1506 roku i została przeniesiona do obecnej lokalizacji. W 1562 została zniszczona przez kolejne trzęsienie ziemi. Santiago de los Caballeros swego czasu było stolicą kraju oraz było ważnym strategicznym miastem podczas Dominikańskiej Wojny o Niepodległość w 1844 roku.

## Współcześnie
Santiago jest drugim co do wielkości miastem Dominikany oraz trzecim na wyspie Hispaniola. Populacja Santiago liczy ponad 600 000 mieszkańców. Gospodarka opiera się głównie na sektorze usług, miasto posiada jedną z największych wolnych stref ekonomicznych w kraju. Ośrodek handlowy regionu uprawy kakaowca, kawowca i tytoniu.
Międzynarodowe lotnisko: Aeropuerto Internacional del Cibao.
Drużyna baseballa: Aguilas Cibeñas.
Główne uniwersytety:
PUCMM (Pontifícia Universidad Católica Madre y Maestra),
UTESTA (La Universidad Tecnológica de Santiago).

## Miasta partnerskie
- San Juan, Portoryko
- Hawana, Kuba
- Santiago de Cuba, Kuba
- Nowy Jork, Stany Zjednoczone